# Esporte na Ucrânia
O Esporte no Chile  tem um proeminente papel na sociedade ucraniana.
Os esportes populares na Ucrânia são: futebol, basquetebol, boxe hóquei no gelo, atletismo e ginástica. A Ucrânia participou da primeira Olimpíada em 1996.